# Крыжановский, Борис Николаевич
Борис Николаевич Крыжановский (укр. Борис Миколайович Крижанівський; 12 февраля 1929 — 10 февраля 1991) — украинский советский кинодраматург, кинорежиссёр, кинокритик. Член Союза кинематографистов УССР. Автор множества книг о истории кинематографа. Сценарист и режиссёр игровых и документальных фильмов.

## Биография
Родился в семье служащего. Учился в Киевском мединституте имени Богомольца. Окончил режиссёрский факультет Киевского государственного института театрального искусства (1952) и Высшие курсы при «Мосфильме» (1959).
Работал режиссёром в театрах Симферополя и Ворошиловграда (1952—1956), на киностудии им. А. Довженко (1959—1965).
Был женат на актрисе кино и театра, Раисе Ивановне Пироженко (умерла в 1993 году). В 1967 году у них родился сын — Крыжановский Иван Борисович (умер в 2011 году). Внук — Крыжановский Вениамин Иванович (род. 1991).
Последние годы жил в Киеве, занимался научной работой. Ушёл из жизни в 1991 году.

## Фильмография
- 1957 — «Страницы рассказа» (короткометражный) (сценарист, режиссёр)
- 1964 — «Повесть о Пташкине» (режиссёр)
- 1967 — «Внимание, математика!»
- 1968 — «Человек, который умел летать»
- 1969 — «Человек, который умел творить чудеса» (с Е. Пружанским)
- 1972 — «Сказание про Игорев поход» (с Ю. Новиковым)
- 1973 — «Воспоминания и размышления» (телефильм)
- 1973 — «Парасолька на охоте» (с Е. Пружанским)
- 1976 — «Лесная песнь» (с А. Грачёвой)
- 1976 — «Пять рассказов»
- 1978 — «Наталья Ужвий» (телефильм)
- 1980 — «Жизнь и сцена» (телефильм)
- 1981 — «Каиновы слёзы» (с Ю. Новиковым)
- 1982 — «Свадьба Свички» (с Т. Павленко)
- 1983 — «Я — Довженко» (в соавторстве)
- 1984 — «Взгляд» (с Е. Сивоконём)
- 1986 — «На острие меча»
- 1987 — «Песочные часы» (с Е. Пружанским)
- 1990 — «Вокруг шахмат» (с Т. Павленко)

## Призы и награды
- 1979 — Бронзовая медаль ВДНХ за «Пять рассказов».